# Úrvalsdeild kvenna 2017
La Úrvalsdeild kvenna 2017 (islandese: massima divisione femminile), è stata la 46ª edizione della massima divisione del campionato islandese femminile di calcio. Il campionato è stato vinto dal Þór/KA per la seconda volta nella sua storia.

## Stagione

### Formula
Girone unico all'italiana con gare di andata/ritorno a specchio per un totale di 18 giornate. La prima classificata è campione d'Islanda ed è ammessa alla UEFA Women's Champions League 2018-2019. Le ultime due classificate sono retrocesse in 1. deild kvenna.

## Squadre partecipanti
| Club             | Città          | Stadio            | Stagione 2016                 |
| ---------------- | -------------- | ----------------- | ----------------------------- |
| Breiðablik       | Kópavogur      | Kópavogsvöllur    | 2º posto in Úrvalsdeild       |
| FH Hafnarfjarðar | Hafnarfjörður  | Kaplakriki        | 6º posto in Úrvalsdeild       |
| Fylkir           | Reykjavík      | Fylkisvöllur      | 8º posto in Úrvalsdeild       |
| Grindavík        | Grindavík      | Grindavíkurvöllur | finalista play-off promozione |
| Haukar           | Hafnarfjörður  | Ásvellir          | vincitore play-off promozione |
| ÍBV Vestmannæyja | Vestmannaeyjar | Hásteinsvöllur    | 5º posto in Úrvalsdeild       |
| KR Reykjavík     | Reykjavík      | KR-völlur         | 7º posto in Úrvalsdeild       |
| Stjarnan         | Garðabær       | Stjörnuvöllur     | Campione d'Islanda            |
| Þór/KA           | Akureyri       | Thórsvöllur       | 4º posto in Úrvalsdeild       |
| Valur            | Reykjavík      | Vodafonevöllurin  | 3º posto in Úrvalsdeild       |

## Classifica finale
Classifica finale.
|                    | Pos. | Squadra          | Pt | G  | V  | N | P  | GF | GS | DR  |
| ------------------ | ---- | ---------------- | -- | -- | -- | - | -- | -- | -- | --- |
| Islanda (bandiera) | 1.   | Þór/KA           | 44 | 18 | 14 | 2 | 2  | 44 | 15 | +29 |
|                    | 2.   | Breiðablik       | 42 | 18 | 14 | 0 | 4  | 47 | 10 | +37 |
|                    | 3.   | Valur            | 37 | 18 | 12 | 1 | 5  | 48 | 18 | +30 |
|                    | 4.   | Stjarnan         | 33 | 18 | 10 | 3 | 5  | 36 | 19 | +17 |
|                    | 5.   | ÍBV Vestmannæyja | 33 | 18 | 9  | 6 | 3  | 33 | 21 | +12 |
|                    | 6.   | FH Hafnarfjarðar | 23 | 18 | 7  | 2 | 9  | 17 | 24 | -7  |
|                    | 7.   | Grindavík        | 18 | 18 | 5  | 3 | 10 | 16 | 44 | -28 |
|                    | 8.   | KR Reykjavík     | 15 | 18 | 5  | 0 | 13 | 15 | 41 | -26 |
|                    | 9.   | Fylkir           | 9  | 18 | 2  | 3 | 13 | 13 | 36 | -23 |
|                    | 10.  | Haukar           | 5  | 18 | 1  | 2 | 15 | 15 | 56 | -41 |

Legenda:
      Campione d'Islanda e ammesso in UEFA Women's Champions League 2018-2019.
      Retrocesso in 1. deild kvenna.
Note:
Tre punti a vittoria, uno a pareggio, zero a sconfitta.
A parità di punti:
- Squadre classificate con la differenza reti;
- Maggior numero di gol realizzati;
- Punti negli scontri diretti;
- Differenza reti negli scontri diretti;
- Maggior numero di gol realizzati in trasferta negli scontri diretti.

## Risultati

### Tabellone
|                  | Bre  | FH   | Fyl  | Gri  | Hau  | ÍBV  | KR   | Stj  | TKA  | Val  |
| ---------------- | ---- | ---- | ---- | ---- | ---- | ---- | ---- | ---- | ---- | ---- |
| Breiðablik       | –––– | 1-0  | 2-0  | 4-0  | 7-2  | 3-0  | 6-0  | 1-0  | 1-2  | 3-0  |
| FH Hafnarfjarðar | 0-5  | –––– | 2-0  | 0-0  | 1-0  | 1-1  | 2-1  | 1-3  | 0-1  | 2-0  |
| Fylkir           | 0-2  | 0-1  | –––– | 1-0  | 1-1  | 0-5  | 1-3  | 0-1  | 1-4  | 0-2  |
| Grindavík        | 0-5  | 1-3  | 2-1  | –––– | 2-1  | 0-4  | 1-3  | 0-0  | 3-2  | 0-3  |
| Haukar           | 1-3  | 0-3  | 1-2  | 1-2  | –––– | 2-2  | 0-2  | 1-5  | 1-4  | 1-4  |
| ÍB Vestmannæyja  | 2-0  | 1-0  | 0-0  | 2-2  | 3-0  | –––– | 1-0  | 1-1  | 3-2  | 3-1  |
| KR Reykjavík     | 0-2  | 2-1  | 3-1  | 0-1  | 0-3  | 0-2  | –––– | 1-5  | 0-2  | 0-5  |
| Stjarnan         | 0-2  | 2-0  | 1-0  | 4-1  | 5-0  | 2-2  | 2-0  | –––– | 1-3  | 1-2  |
| Thór/KA          | 1-0  | 2-0  | 3-3  | 5-0  | 2-0  | 3-1  | 3-0  | 3-0  | –––– | 1-0  |
| Valur            | 2-0  | 4-0  | 3-2  | 5-1  | 8-0  | 4-0  | 3-0  | 1-3  | 1-1  | –––– |

### Calendario
| Andata (1ª) | Andata (1ª) | Prima giornata               | Ritorno (10ª) | Ritorno (10ª) |
|             |             |                              |               |               |
| 27 apr.     | 1-0         | Breiðablik-FH Hafnarfjörður  | 5-0           | 27 giu.       |
| 27 apr.     | 1-0         | Fylkir-Grindavík             | 1-2           | 28 giu.       |
| 27 apr.     | 1-5         | Haukar-Stjarnan              | 0-5           | 27 giu.       |
| 27 apr.     | 1-0         | Thór/KA-Valur                | 1-1           | 27 giu.       |
| 28 apr.     | 1-0         | ÍB Vestmannæyja-KR Reykjavík | 2-0           | 27 giu.       |

| Andata (2ª) | Andata (2ª) | Seconda giornata        | Ritorno (11ª) | Ritorno (11ª) |
|             |             |                         |               |               |
| 2 mag.      | 2-0         | FH Hafnarfjörður-Fylkir | 1-0           | 13 ago.       |
| 2 mag.      | 1-0         | Thór/KA-Breiðablik      | 2-1           | 2 lug.        |
| 3 mag.      | 2-1         | Grindavík-Haukar        | 2-1           | 2 lug.        |
| 3 mag.      | 2-0         | Stjarnan-KR Reykjavík   | 5-1           | 1º lug.       |
| 3 mag.      | 4-0         | Valur-ÍB Vestmannæyja   | 1-3           | 2 lug.        |

| Andata (3ª) | Andata (3ª) | Terza giornata           | Ritorno (12ª) | Ritorno (12ª) |
|             |             |                          |               |               |
| 7 mag.      | 1-4         | Fylkir-Thór/KA           | 3-3           | 10 ago.       |
| 9 mag.      | 0-3         | Haukar-FH Hafnarfjörður  | 0-1           | 9 ago.        |
| 9 mag.      | 1-1         | ÍB Vestmannæyja-Stjarnan | 2-2           | 10 ago.       |
| 10 mag.     | 3-0         | Breiðablik-Valur         | 0-2           | 10 ago.       |
| 10 mag.     | 0-1         | KR Reykjavík-Grindavík   | 3-1           | 10 ago.       |

| Andata (4ª) | Andata (4ª) | Quarta giornata               | Ritorno (13ª) | Ritorno (13ª) |
|             |             |                               |               |               |
| 15 mag.     | 2-0         | Breiðablik-Fylkir             | 2-0           | 16 ago.       |
| 15 mag.     | 2-1         | FH Hafnarfjörður-KR Reykjavík | 1-2           | 16 ago.       |
| 15 mag.     | 2-0         | Thór/KA-Haukar                | 4-1           | 17 ago.       |
| 16 mag.     | 0-4         | Grindavík-ÍB Vestmannæyj      | 2-2           | 17 ago.       |
| 16 mag.     | 1-3         | Valur-Stjarnan                | 2-1           | 17 ago.       |

| Andata (5ª) | Andata (5ª) | Quinta giornata                 | Ritorno (14ª) | Ritorno (14ª) |
|             |             |                                 |               |               |
| 19 mag.     | 1-3         | Haukar-Breiðablik               | 2-7           | 23 ago.       |
| 20 mag.     | 0-2         | Fylkir-Valur                    | 2-3           | 23 ago.       |
| 20 mag.     | 1-0         | ÍB Vestmannæyj-FH Hafnarfjarðar | 1-1           | 22 ago.       |
| 20 mag.     | 0-2         | KR Reykjavík-Thór/KA            | 0-3           | 22 ago.       |
| 20 mag.     | 4-1         | Stjarnan-Grindavík              | 0-0           | 3 ago.        |

| Andata (6ª) | Andata (6ª) | Sesta giornata             | Ritorno (15ª) | Ritorno (15ª) |
|             |             |                            |               |               |
| 24 mag.     | 6-0         | Breiðablik-KR Reykjavík    | 2-0           | 30 ago.       |
| 24 mag.     | 1-1         | Fylkir-Haukar              | 2-1           | 30 ago.       |
| 25 mag.     | 1-3         | FH Hafnarfjarðar- Stjarnan | 0-2           | 31 ago.       |
| 25 mag.     | 3-1         | Thór/KA-ÍB Vestmannæyja    | 2-3           | 27 ago.       |
| 25 mag.     | 5-1         | Valur-Grindavík            | 3-0           | 30 ago.       |

| Andata (7ª) | Andata (7ª) | Settima giornata           | Ritorno (16ª) | Ritorno (16ª) |
|             |             |                            |               |               |
| 28 mag.     | 1-3         | Fylkir-KR Reykjavík        | 1-3           | 6 set.        |
| 29 mag.     | 1-3         | Grindavík-FH Hafnarfjarðar | 0-0           | 6 set.        |
| 29 mag.     | 1-4         | Haukar-Valur               | 0-8           | 6 set.        |
| 29 mag.     | 2-0         | ÍB Vestmannæyja-Breiðablik | 0-3           | 4 set.        |
| 29 mag.     | 1-3         | Stjarnan-Thór/KA           | 0-3           | 4 set.        |

| Andata (8ª) | Andata (8ª) | Ottava giornata        | Ritorno (17ª) | Ritorno (17ª) |
|             |             |                        |               |               |
| 16 giu.     | 1-0         | Breiðablik-Stjarnan    | 2-0           | 23 set.       |
| 16 giu.     | 0-5         | Fylkir-ÍB Vestmannæyja | 0-0           | 22 set.       |
| 16 giu.     | 0-2         | Haukar-KR Reykjavík    | 3-0           | 23 set.       |
| 16 giu.     | 5-0         | Thór/KA-Grindavík      | 2-3           | 23 set.       |
| 16 giu.     | 4-0         | Valur-FH Hafnarfjarðar | 0-2           | 23 set.       |

| \| Andata (9ª) \| Andata (9ª) \| Nona giornata \| Ritorno (18ª) \| Ritorno (18ª) \| \| \| \| \| \| \| \| 20 giu. \| 0-1 \| FH Hafnarfjarðar-Thór/KA \| 0-2 \| 29 set. \| \| 20 giu. \| 0-5 \| Grindavík-Breiðablik \| 0-4 \| 29 set. \| \| 20 giu. \| 3-0 \| ÍB Vestmannæyja-Haukar \| 2-2 \| 29 set. \| \| 20 giu. \| 0-5 \| KR Reykjavík-Valur \| 0-3 \| 28 set. \| \| 20 giu. \| 1-0 \| Stjarnan-Fylkir \| 1-0 \| 28 set. \| |             |                          |               |               |
| Andata (9ª) | Andata (9ª) | Nona giornata            | Ritorno (18ª) | Ritorno (18ª) |
| |             |                          |               |               |
| 20 giu. | 0-1         | FH Hafnarfjarðar-Thór/KA | 0-2           | 29 set.       |
| 20 giu. | 0-5         | Grindavík-Breiðablik     | 0-4           | 29 set.       |
| 20 giu. | 3-0         | ÍB Vestmannæyja-Haukar   | 2-2           | 29 set.       |
| 20 giu. | 0-5         | KR Reykjavík-Valur       | 0-3           | 28 set.       |
| 20 giu. | 1-0         | Stjarnan-Fylkir          | 1-0           | 28 set.       |

## Statistiche

### Classifica marcatrici
Classifica finale.
| Gol |  |  | Giocatore                     | Squadra          |
| --- |  |  | ----------------------------- | ---------------- |
| 19  |  |  | Sandra Stephany Mayor         | Þór/KA           |
| 16  |  |  | Elín Metta Jensen             | Valur            |
| 15  |  |  | Berglind Björg Þorvaldsdóttir | Breiðablik       |
| 13  |  |  | Cloé Lacasse                  | ÍBV Vestmannæyja |
| 13  |  |  | Katrín Ásbjörnsdóttir         | Stjarnan         |
| 10  |  |  | Fanndís Friðriksdóttir        | Breiðablik       |